# 永生戰
是一部2021年上映的韓國科幻動作片，由《建築學概論》的導演李勇周編劇并執導，孔劉和朴寶劍主演。

## 劇情
前特工閔基憲（孔劉 飾）被國家安排執行秘密任務，安排他護送身懷神秘力量的複製人徐福（朴寶劍 飾），過程二人卻遭到僱傭兵襲擊。逃亡的過程中，始發現徐福的存在與異能，均足以扭轉人類生存的法規，而在敵人窮追猛打時，徐福離開實險室時間太久，潛藏的異能亦開始壓抑不住．．．

## 演員陣容

### 主要人物
- 孔劉 飾演 閔基憲，前韓國國家情報院探員。
- 朴寶劍 飾演 徐福，複製人。
- 趙祐鎮 飾演 安部長，情報院探員。

### 其他人物
- 朴丙垠 飾演 申學善，首席執行官兼研究員。
- 張榮男 飾演 林世恩，高級研究員。
- 金在健 飾演 金聖武，研究所會長。
- 延濟旭 飾演 許科長
- 金弘波 飾演 裴局長
- 李言廷 飾演 尹賢秀，閔基憲的同事。
- 韓智賢 飾演 便利店的高中生

## 製作
2017年1月，據報導《初戀築夢101》導演李勇周將執導一部科幻電影，並由朴寶劍主角徐福。2018年10月，宣佈孔劉加入演員陣容。2019年3月，宣佈張榮男加入演員陣容。2019年4月，宣佈趙宇鎮加入演員陣容。主體拍攝於2019年5月開始進行。外景拍攝於6月19日至8月初在統營市進行。

## 發行
《永生戰》原定於2020年夏季在韓國上映，然而受2019冠狀病毒病韓國疫情影響，電影延期至2020年下半年上映。2020年10月，宣佈電影將於2020年12月2日在韓國上映。2020年12月，宣佈電影再度延期上映。

## 獎項榮譽
| 年份   | 頒獎禮                    | 獎項           | 入圍者 | 結果 | 備註   |
| ------ | ------------------------- | -------------- | ------ | ---- | ------ |
| 2021年 | 第8屆韓國電影製作人協會獎 | 最佳音響設計   | 金昌燮 | 獲獎 | [ 12 ] |
| 2021年 | 第41屆韓國黃金攝影獎      | 最佳新人男演員 | 朴寶劍 | 獲獎 | [ 13 ] |

## 外部連結
- NAVER上《永生戰》的資料
- Daum上《永生戰》的資料

- 韩国电影数据库（KMDb）上《複製人徐福》的資料
- 互联网电影数据库（IMDb）上《複製人徐福》的资料（英文）